# Alchemilla basakii
Alchemilla basakii är en rosväxtart som beskrevs av Kalheber. Alchemilla basakii ingår i släktet daggkåpor, och familjen rosväxter. Inga underarter finns listade i Catalogue of Life.